# Distrito de See/Lac
El distrito de See/Lac (en francés district du Lac, en alemán Bezirk See, hispanizado distrito del Lago) es uno de los siete distritos del cantón de Friburgo. Se encuentra ubicado al norte del cantón, y tiene una superficie de 142,1 km².
La capital del distrito es la ciudad histórica de Murten/Morat (alemán Murten, francés Morat). El distrito está compuesto actualmente por 17 comunas. El distrito de See/Lac es el único distrito bilingüe del cantón de Friburgo.

## Geografía
El distrito se encuentra en la llamada región de los tres Lagos, de la que hace parte el lago de Morat. Limita al norte con el Seeland (BE), al este con Berna-Mittelland (BE), al sureste con Sense, al sur con Sarine, al suroeste con Broye, y al oeste con Broye-Vully (VD).

## Comunas
| Distrito de See/Lac | Distrito de See/Lac    | Distrito de See/Lac |
| Comunas             | Población (31.12.2015) | Superficie km²      |
| ------------------- | ---------------------- | ------------------- |
| Courgevaux          | 1428                   | 3.36                |
| Courtepin           | 5266                   | 21.83               |
| Cressier            | 932                    | 4.17                |
| Fräschels           | 460                    | 3.14                |
| Galmiz              | 645                    | 9.06                |
| Gempenach           | 307                    | 1.69                |
| Greng               | 177                    | 0.97                |
| Gurmels             | 4142                   | 17.29               |
| Kerzers             | 4848                   | 12.23               |
| Kleinbösingen       | 602                    | 3.01                |
| Meyriez             | 592                    | 0.34                |
| Misery-Courtion     | 1835                   | 11.41               |
| Mont-Vully          | 3495                   | 17.42               |
| Muntelier           | 955                    | 1.13                |
| Murten/Morat        | 6638                   | 24.77               |
| Ried bei Kerzers    | 1095                   | 7.59                |
| Ulmiz               | 414                    | 2.83                |
| Total (17)          | 35 313                 | 142.10              |

## Cambios desde 2000

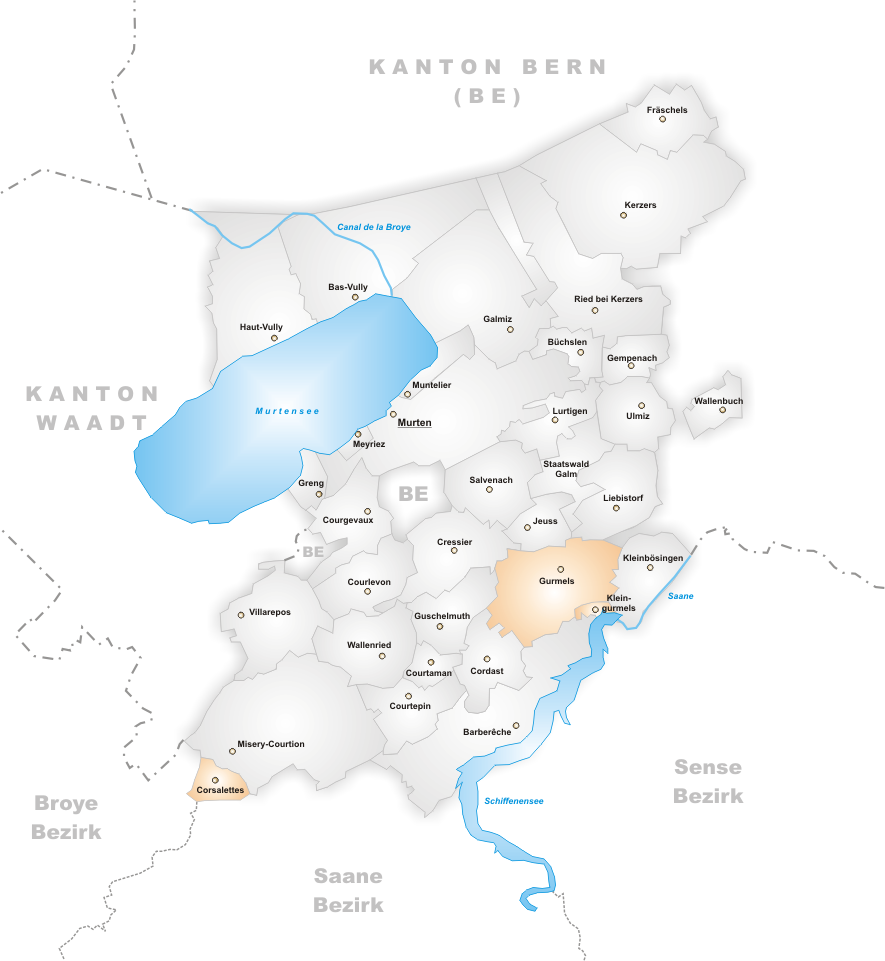
Comunas hasta 1999
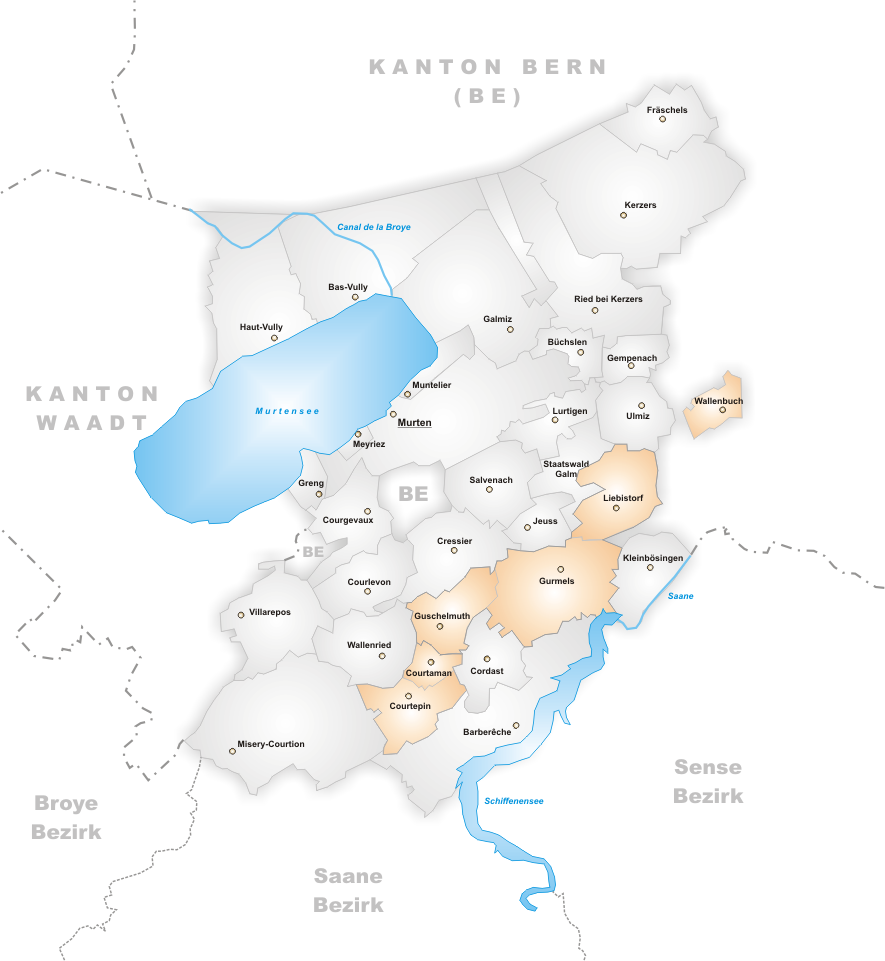
Comunas hasta 2002
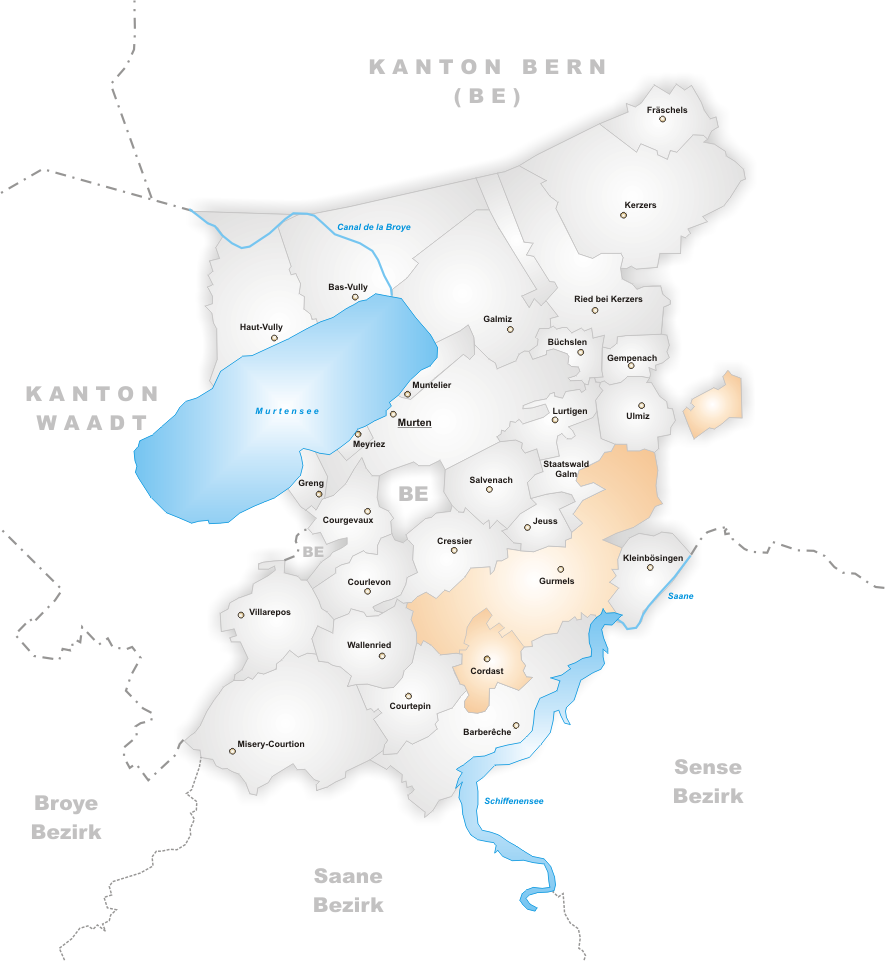
Comunas hasta 2004
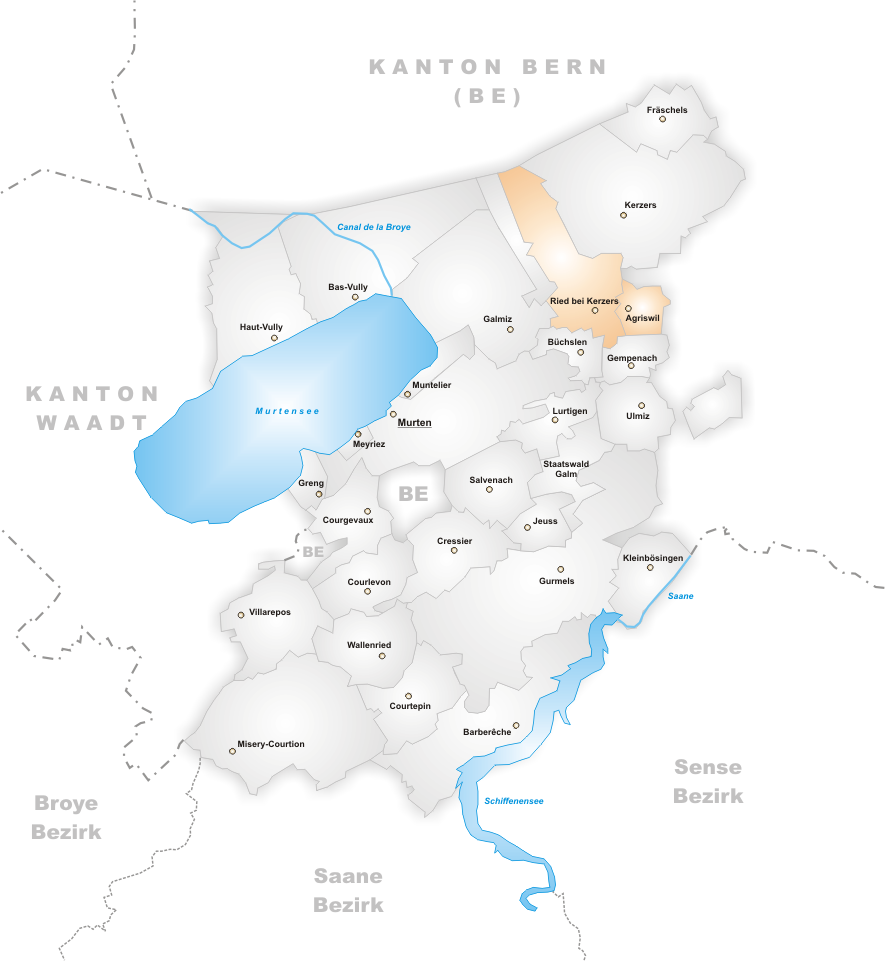
Comunas hasta 2005
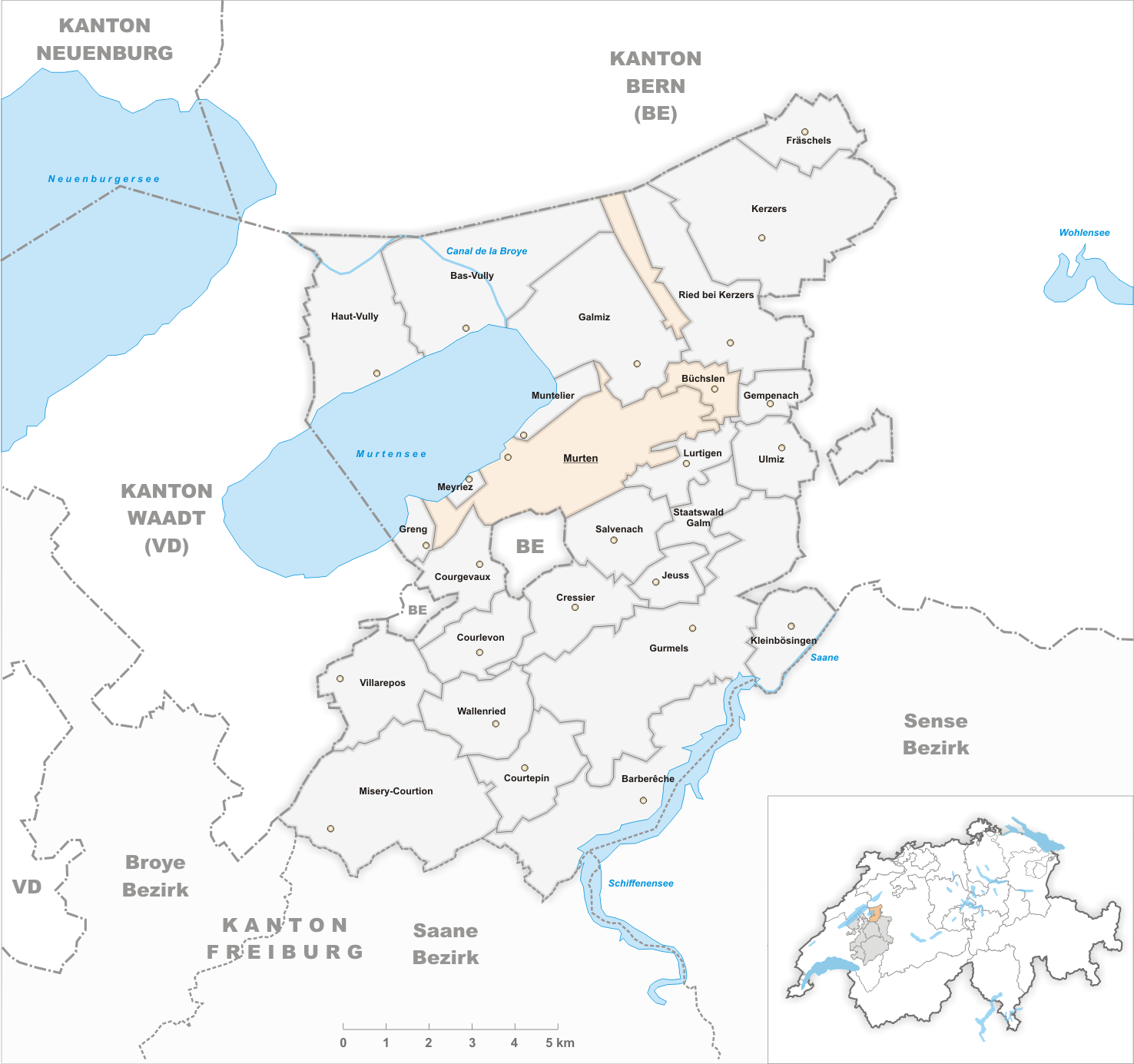
Comunas hasta 2012
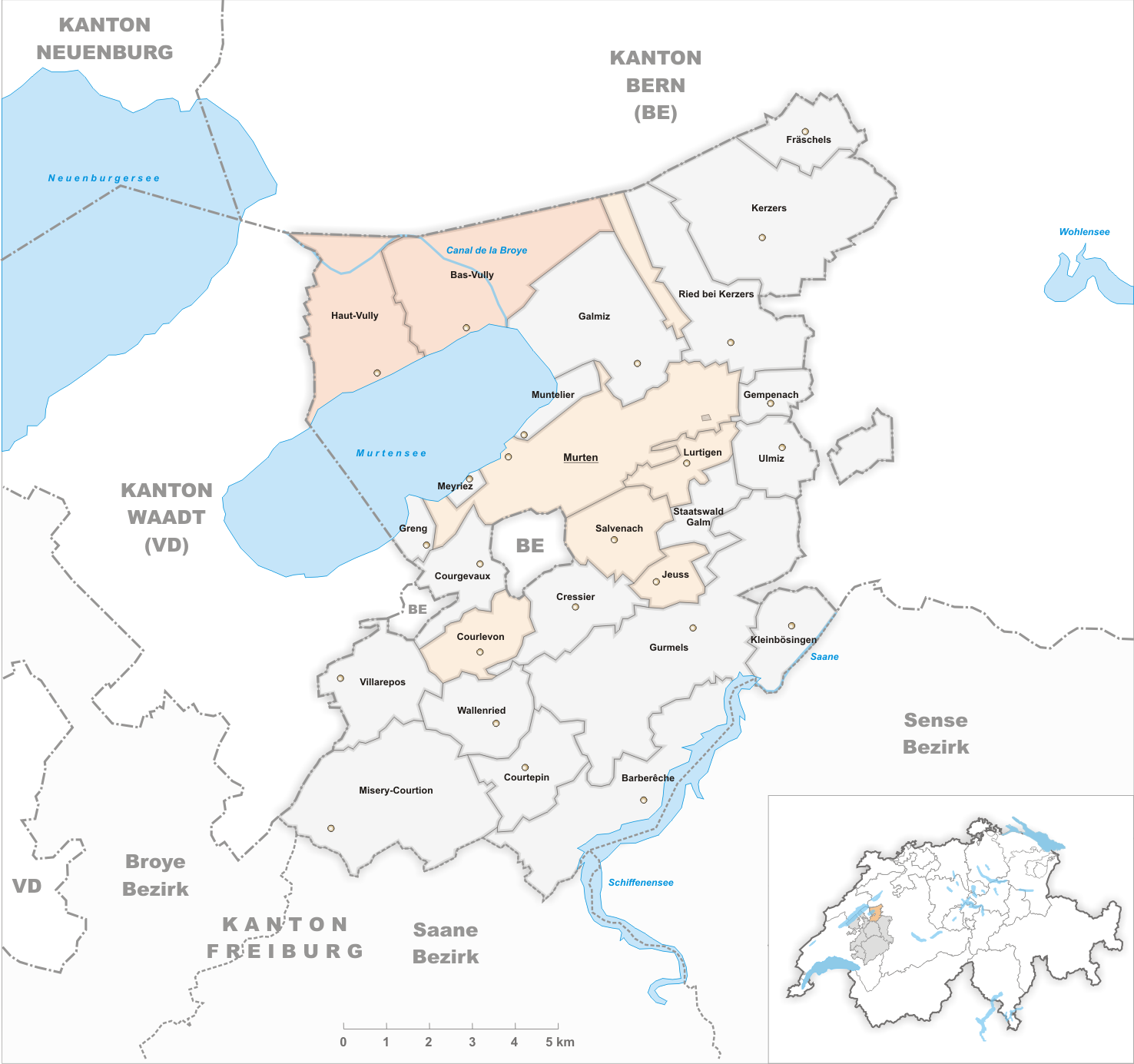
Comunas hasta 2015
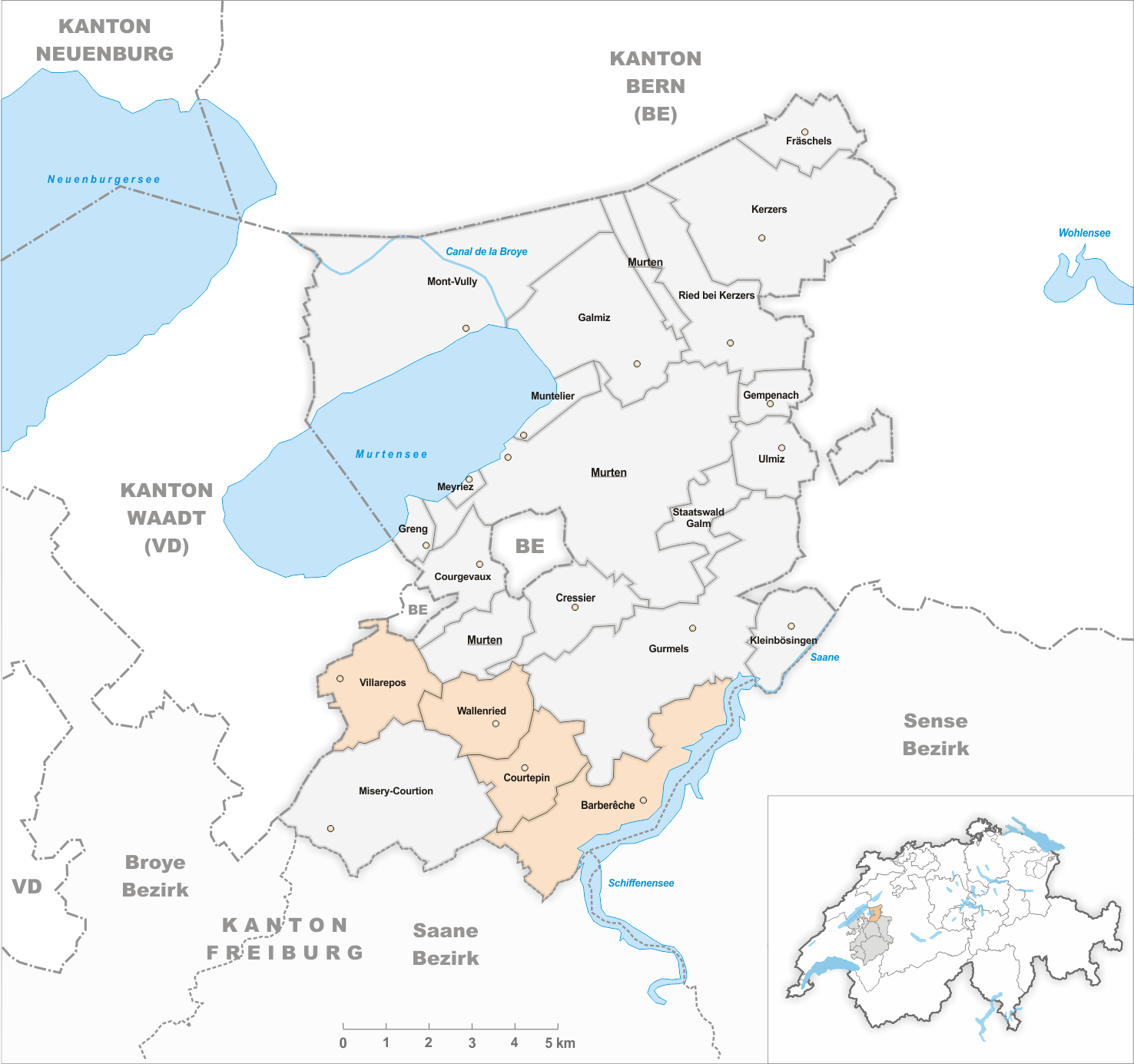
Comunas hasta 2016

### Fusiones
- 2000: Gurmels y Kleingurmels → Gurmels
- 2003: Gurmels, Guschelmuth, Liebistorf y Wallenbuch → Gurmels
- 2003: Courtaman y Courtepin → Courtepin
- 2005: Cordast y Gurmels → Gurmels
- 2006: Agriswil y Ried bei Kerzers → Ried bei Kerzers
- 2013: Büchslen y Murten → Murten
- 2016: Bas-Vully y Haut-Vully  →  Mont-Vully
- 2016: Courlevon, Jeuss, Lurtigen, Salvenach y Murten  →  Murten
- 2017: Barberêche, Courtepin, Villarepos y Wallenried → Courtepin